# Paul Albert Bartholomé
Paul Albert Bartholomé (Thiverval-Grignon, 29 agosto 1848 – Parigi, 30 ottobre 1928) è stato uno scultore e pittore francese.
Egli è considerato tra i più importanti scultori francesi della fine del XIX secolo e dell'inizio del XX.

## Biografia

### Infanzia, famiglia e formazione
Albert Bartholomé era figlio di Paul Frédéric e di Louisa Elisa de Rodrigues Duplessis
Allievo del liceo Hoche a Versailles, fu bacceliere in lettere.
Sposò Prospérie-Gabrielle de Fleury, detta Périe, figlia del marchese Prosper de Fleury, il 14 febbraio 1874 a Ginevra · .

### Carriera
Albert Bartholomé intraprese la carriera di pittore a Ginevra, poi s'installò a Parigi ove divenne l'amico intimo di Edgar Degas (1834-1917). Egli frequentò i pittori svizzeri installati nella pensione famigliare dell'hôtel de Nice al numero 4 di rue des beaux-arts. Si legò d'amicizia anche con i pittori Charles Giron (1850-1914), Gustave Henri de Beaumont (1851-1922) e Max Leenhardt (1853-1941). Mosso da un grande senso di cameratismo, egli riceveva regolarmente Max Leenhardt alla propria tavola durante l'inverno 1879, quando questi si ritrovava solo a Parigi, senza tutti i suoi amici, che soggiornavano all'estero.
Egli non affrontò la scultura che nel 1886 per consacrarvisi interamente, sviluppando una tecnica che mescolava la semplicità all'emozione contenuta, vicino all'atticismo tranquillo delle figure d'un Pierre Puvis de Chavannes. Egli concepì tuttavia un universo singolare ed elegiaco, che s'inscrive nel contesto del simbolismo degli anni 1890. Il suo capolavoro, il Monument aux morts del Cimitero di Père-Lachaise a Parigi, chiamato dall'artista Porta dell'aldilà, riflette l'idealismo e le problematiche metafisiche di tutta la fine de secolo. Questa scultura monumentale e spettacolare, alla quale l'artista ha lavorato per lunghi anni, gli apportò la celebrità.
Egli espose con Puvis de Chavannes alla Libre Esthétique e i due uomini s'incontrarono alla Société nationale des beaux-arts, della quale Puvis de Chavannes era il presidente e dove Bartholomé esponeva dal 1891 e fece parte della commissione d'esame con René de Saint-Marceaux e Constantin Meunier.
Nel 1918, egli organizzò un'esposizione di cartoni preparatori di Puvis de Chavannes, in una sala consacrata ai grandi artisti presidenti della Société nationale des beaux-arts, con Edgar Degas e Auguste Rodin.
Albert Bartholomé è inumato a Parigi al cimitero del Père-Lachaise (4ème division). Il suo giacente (gisant) in pietra è stato scolpito da Henri Bouchard.
Thérèse Burollet ha redatto il catalogo ragionato della sua opera e una monografia nel 2017.

## La questione della Croix de guerre
Si è creduto a lungo che Bartholomé avesse realizzato nel 1915 il disegno definitivo della Croix de guerre che onorerà migliaia di soldati. Numerosi riferimenti lo indicano sempre In realtà, recenti ricerche mostrano che si tratta di una creazione della casa Arthus-Bertrand.

## Opere di collezione o in luoghi pubblici

### Collezioni pubbliche
Belgio
- Bruxelles, Museo reale delle belle arti del Belgio: L'Adieu, 1899, marmo.

Stati Uniti d'America
- New York, Metropolitan Museum of Art: La Femme de l'artiste (Périe, 1849–1887) lisant, 1883, pastello e carboncino, (Dimensioni: 50.5x61.3 cm)[10].

Francia
- Lione, museo delle Belle Arti: Monument aux morts, 1895-1899, altorilievo, modello in gesso per il Monumento ai caduti del Père-Lachaise a Parigi[11].
- Parigi :
  - Musée d'Orsay :
    - La Vérité, la Philosophie et la Nature, gruppo in gesso;
    - La Gloire, gesso;
    - La Musique, plâtre ;
    - Dans la serre, olio su tela[12].

  - Petit Palais : Buste de femme, marmo.

Italia
- Roma, Galleria nazionale d'arte moderna e contemporanea: Les Amants de l'Au-delà.

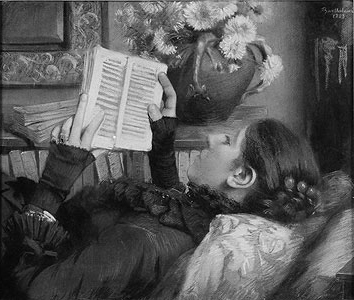
La Femme de l'artiste (Périe, 1849–1887) lisant (1883), pastello, New York, Metropolitan Museum of Art.

### Luoghi pubblici
Numerose sculture di Albert Bartholomé si trovano in Francia in luoghi pubblici.
- Monumento ai caduti :
  - Cognac : Monumento ai caduti, 1923[13];
  - Cormeilles-en-Parisis : Monumento ai caduti, adattamento della figura in bronzo de La Gloire del Monumento a Jean-Jacques Rousseau del Panthéon di Parigi[14][15];
  - Crépy-en-Valois: Monumento ai caduti della Prima Guerra mondiale, 1925, giacente di soldato e bassorilievo di piangente in pietra[16][17];
  - Montbrison: Monumento ai caduti della Prima Guerra mondiale; commessa iniziale nel 1915 d'un monumento a Émile Reymond, trasformato nel 1917 in Monumento ai caduti, inaugurato nel 1920 e trasferito nel 1980 al giardino d'Allard[18];
  - Parigi :
    - Monumento ai caduti del Père-Lachaise, 1899, altorilievo in pietra, ordinato dalla Città di Parigi al Salon du Champ-de-Mars del 1895[19];
    - Monument à la Défense de Paris: inaugurato nel 1921 sulla place du Carrousel, il monumento è stato trasferito nel 1933 sull'esplanade del château de Vincennes, a nuovo spostamento nel 1955 e finalmente messo in deposito nel 1958[20];

  - Plazac: Monumento ai caduti della Prima Guerra mondiale[21], verso il 1925; riduzione della figura allegorica La Gloire ' del Monumento a Jean-Jacques Rousseau del Panthéon di Parigi ;
  - Saint-Jean-d'Angély: Monumento ai caduti della Prima Guerra mondiale, 1921[22][23], adattamento della figura in bronzo de La Gloire del Monument à Jean-Jacques Rousseau del Panthéon di Parigi;
  - Soissons: allegoria della città di Soissons, ordinata nel 1913, terminata nel 1914, ma eretta nel 1924 sul Monumento ai caduti; l'opera, rifiutata dai vecchi combattenti, fu rimpiazzata nel 1935 da una scultura realizzata da Raoul Lamourdedieu[24].

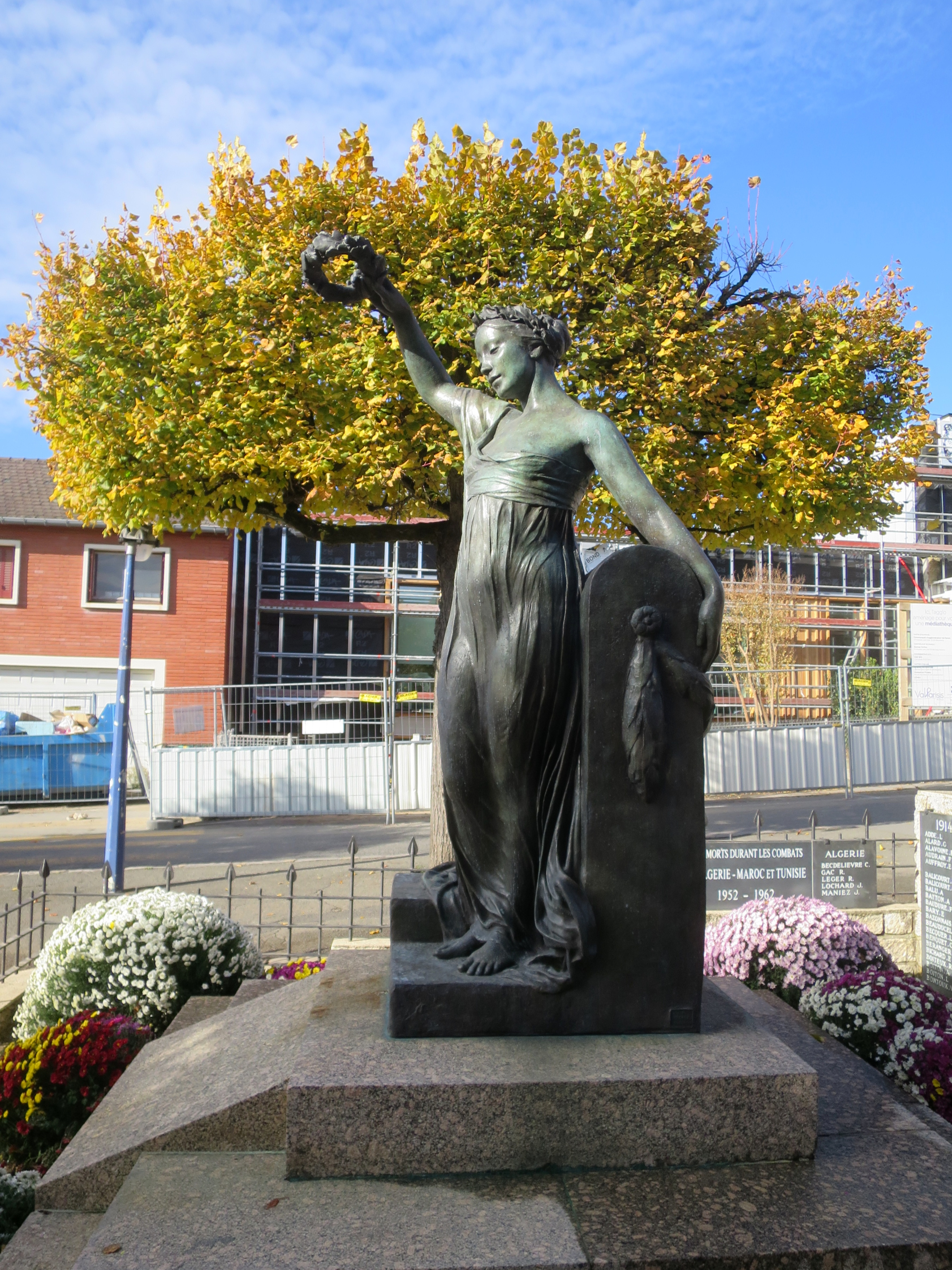
Cormeilles-en-Parisis
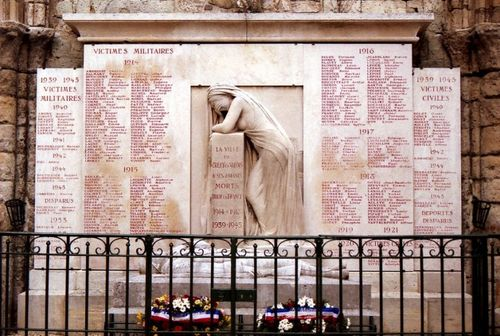
Crépy-en-Valois
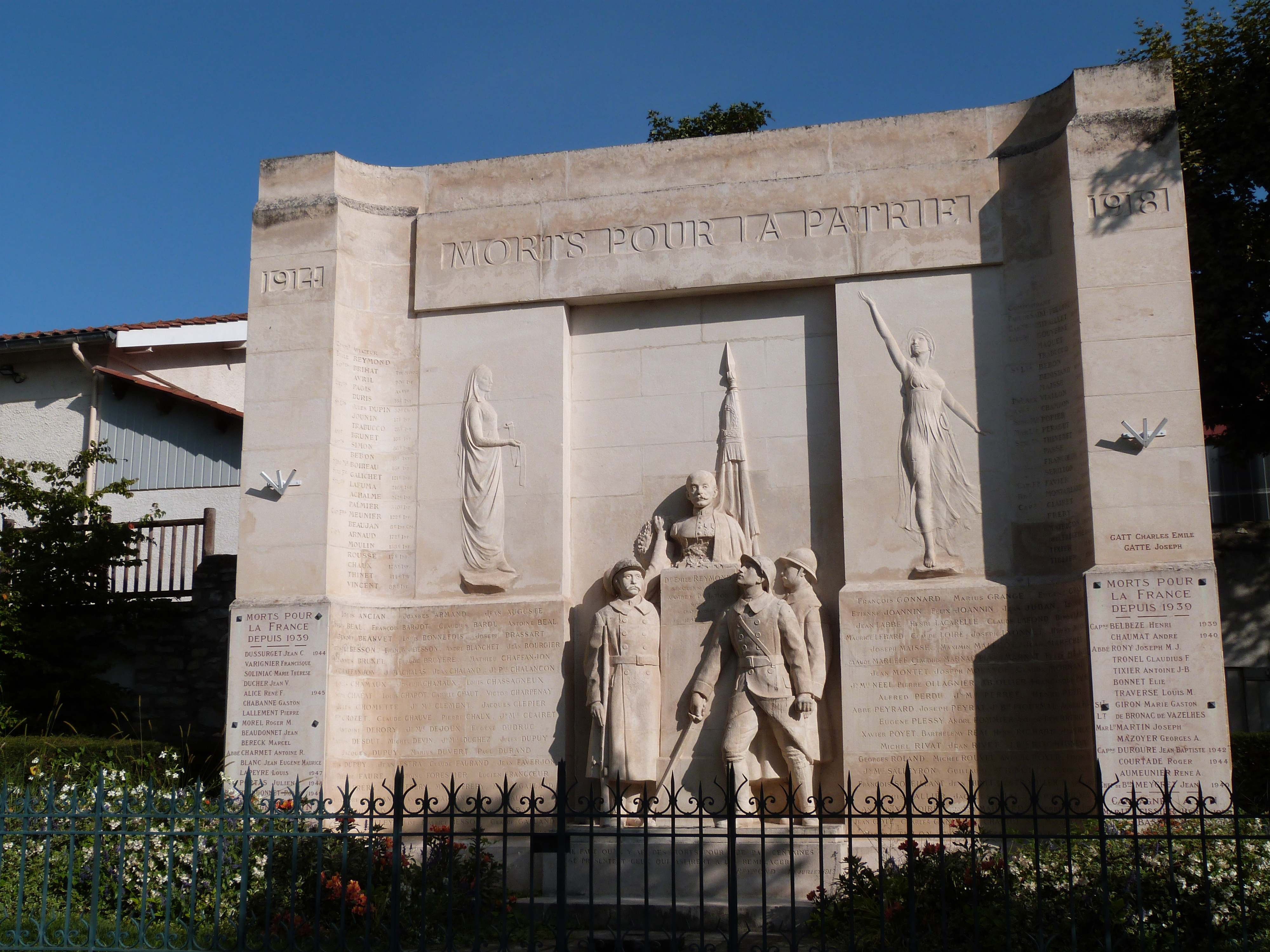
Montbrison
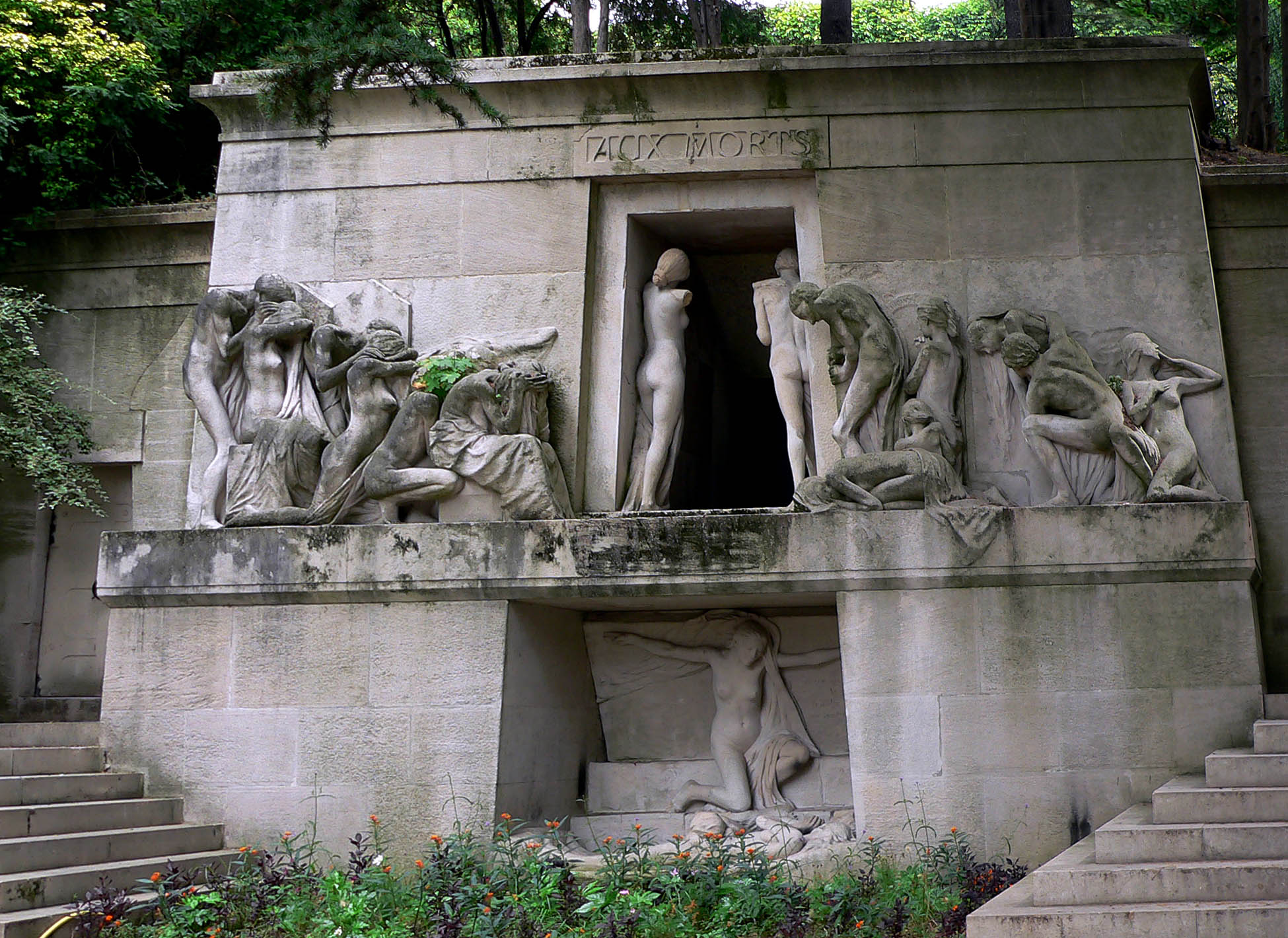
Parigi, Monumento ai caduti del Père-Lachaise

- Arte funeraria :
  - Crépy-en-Valois, cimitero del villaggio di Bouillant : Sépulture de Mme Bartholomé née Fleury, verso il 1887. La sua prima opera scolpita, creta dietro consiglio di Edgar Degas[25].
  - Parigi :
    - Cimitero di Montmartre :
      - Tomba della famiglia Pam;
      - Douleur, 1900, statua in pietra che orna la tomba di Henri Meilhac.
      - Bassorilievo che orna la porta della tomba di Edgar Degas

    - Cimitero di Montparnasse : Tomba di Honoré Champion, verso il 1909.
    - Cimitero del Père-Lachaise :
      - Tomba di Guillaume Dubufe, 1912, divisione 10a, in collaborazione con l'architetto Jean Camille Formigé (1845-1926)[26]. Il comitato incaricato della sua sepoltura ordinò al suo amico, lo scultore Albert Bartholomé, due bassorilievi per ornare il monumento; l'ordine è stato eseguito tra luglio 1910 e marzo 1912[27].
      - Tomba di Benoît Malon

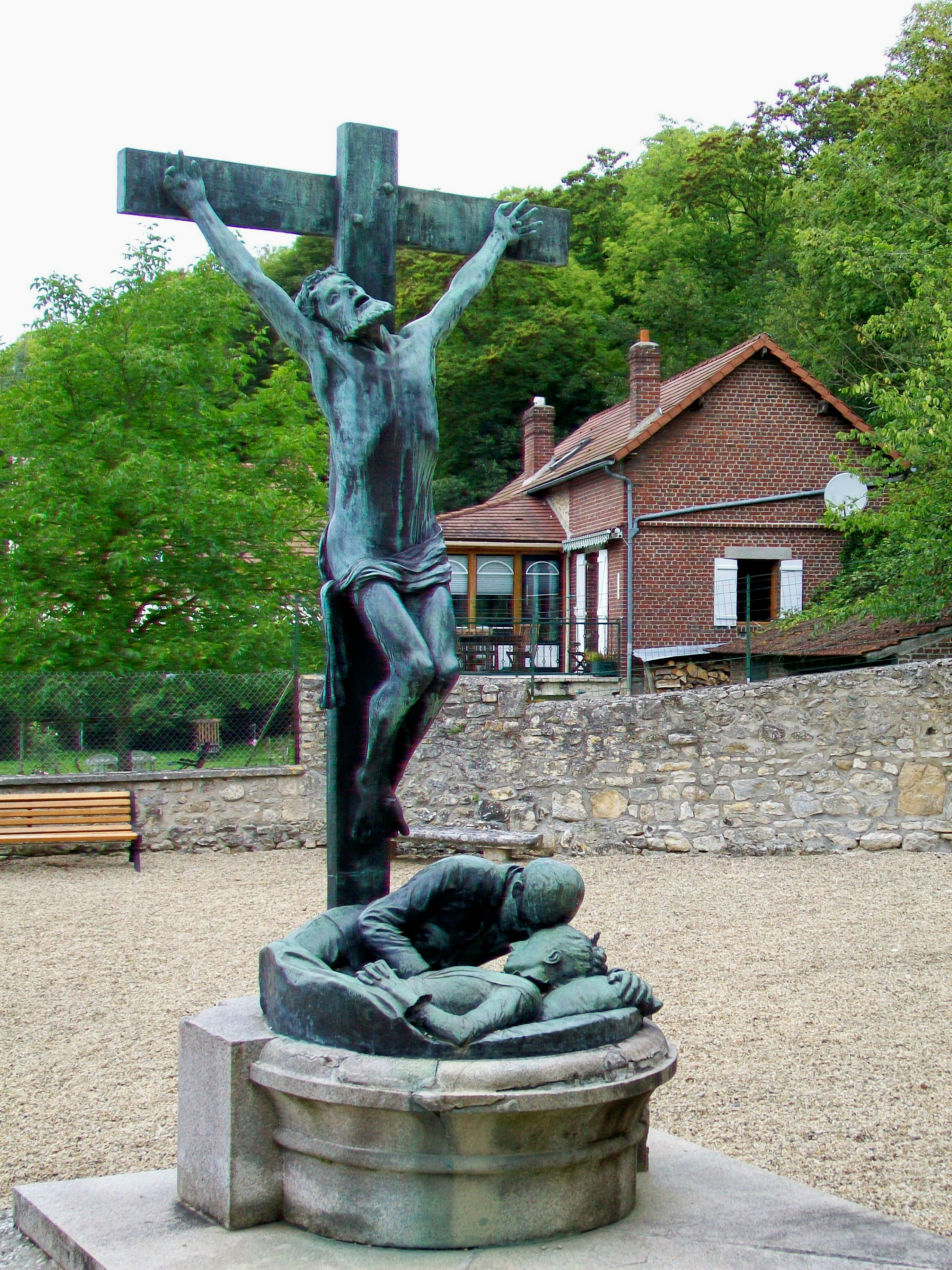
Crépy-en-Valois: Sépulture de Mme. Bartholomé (verso il 1887, davanti alla chiesa di Saint-Martin de Bouillant)
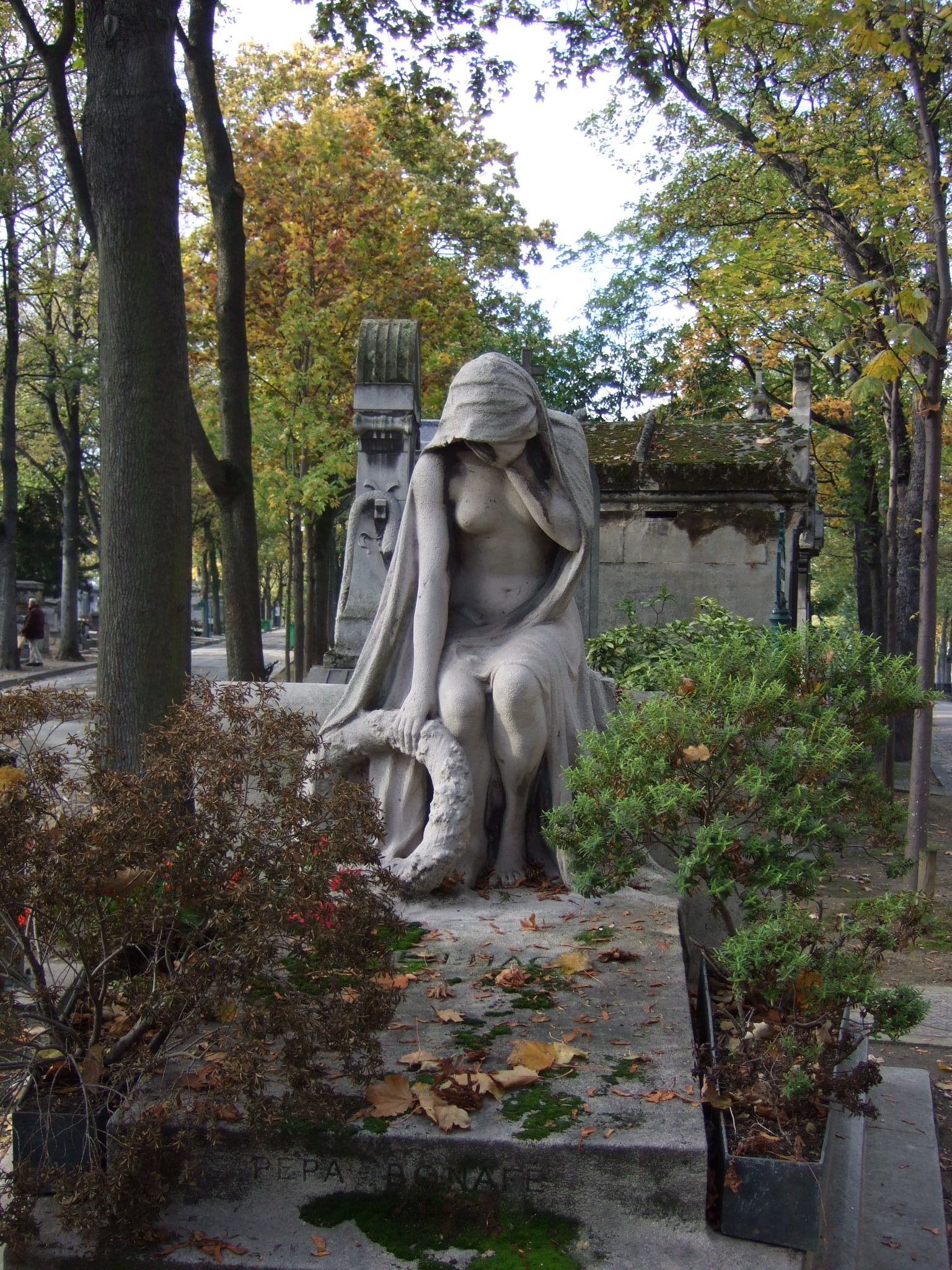
Parigi: Tomba di Henri Meilhac
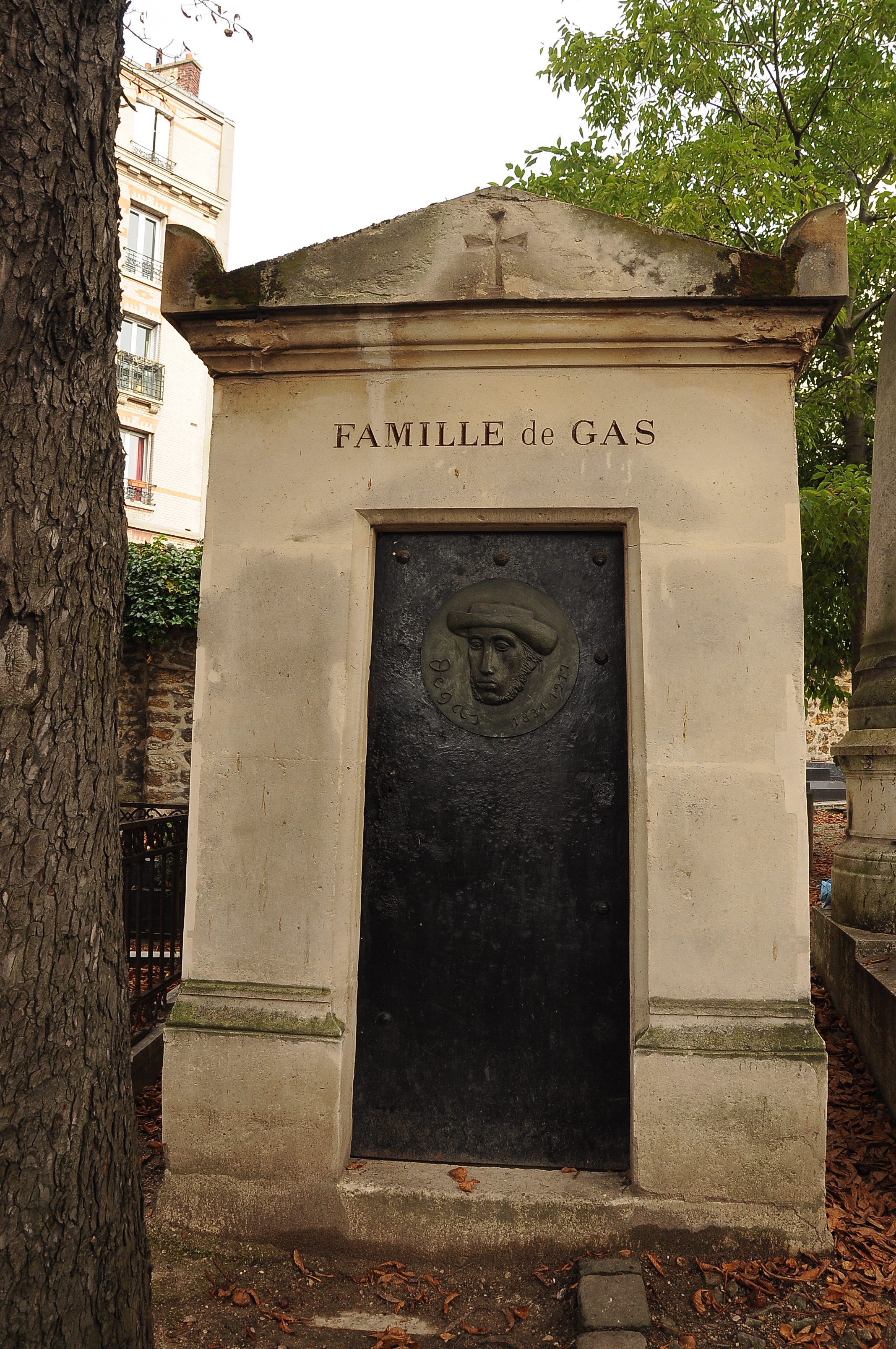
Parigi: Tomba di Edgar Degas
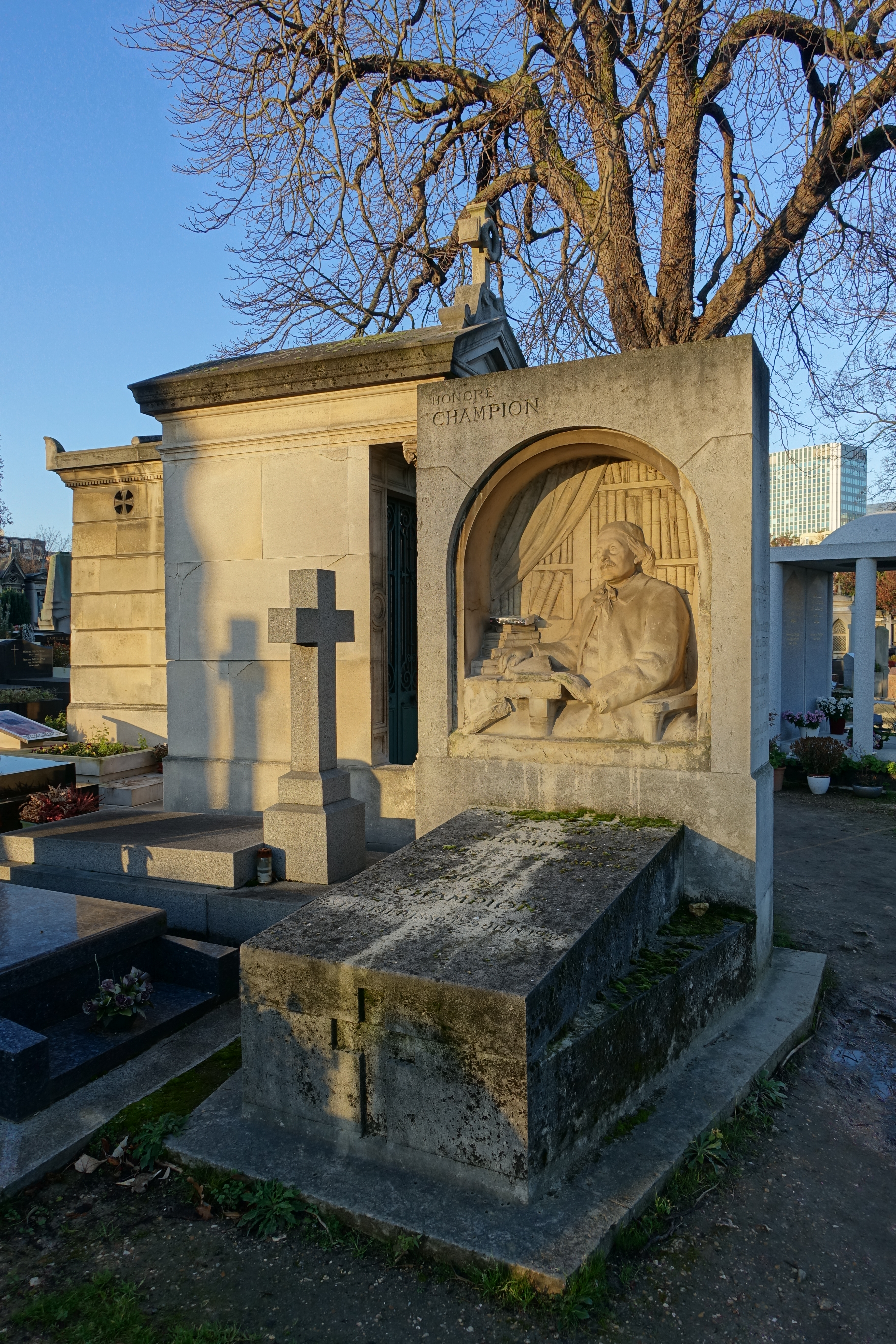
Parigi: Tomba di Honoré Champion
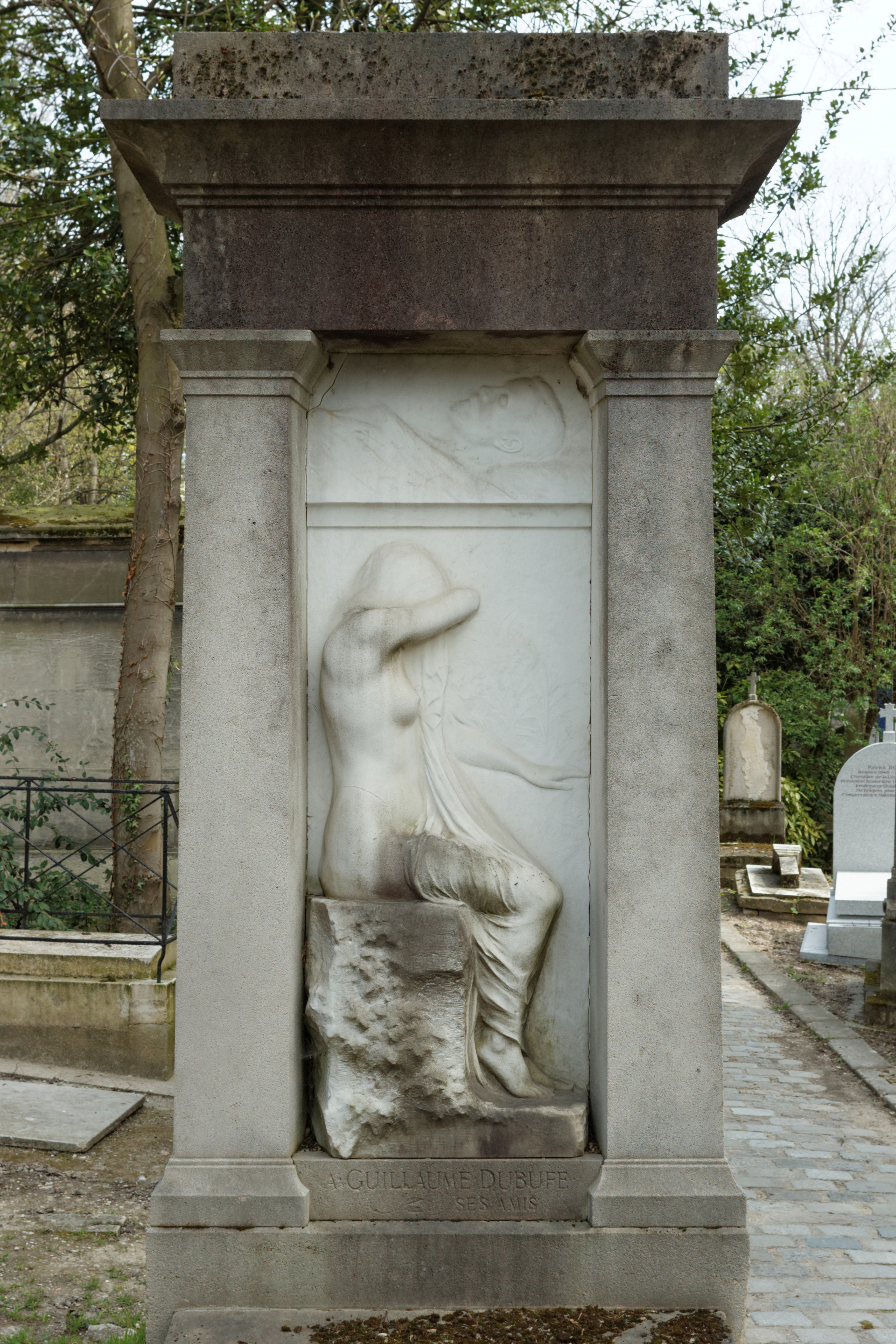
Parigi: Tomba di Guillaume Dubufe
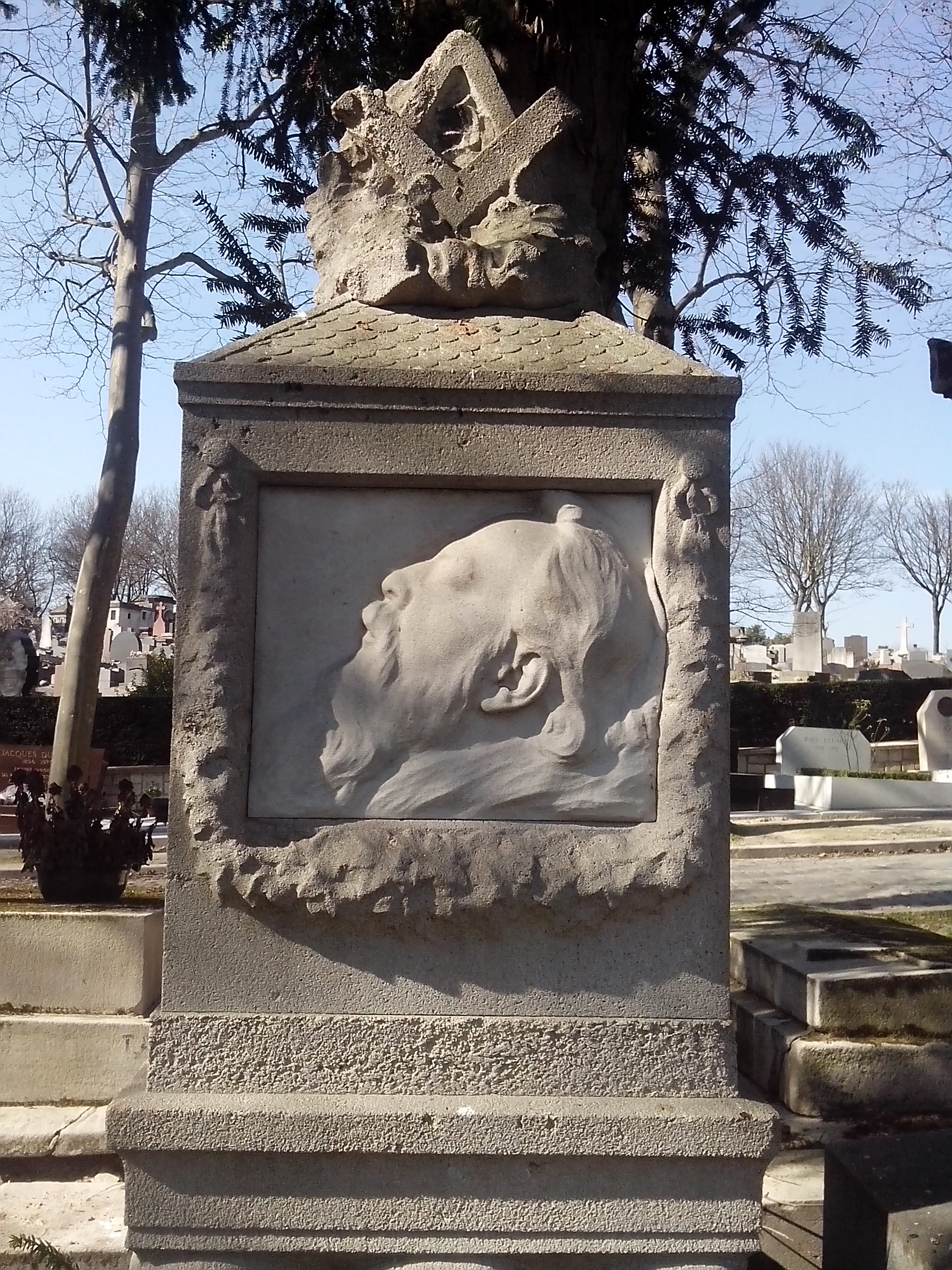
Parigi: Tomba di Benoît Malon

- Altre opere:
  - Le Havre: Monumento a Gabriel Guérin[28];
  - Parigi :
    - Panthéon: Monumento a Jean-Jacques Rousseau, 1912, ordinato nel 1907, composto di tre muse al centro (La Filosofia, La Verità, La Natura), e le allegorie de La Gloria (che porta una corona) a sinistra e La Musica a destra
    - place de La Madeleine: Monumento a Victorien Sardou[29], ordinato nel 1909, realizzato nel 1914, inaugurato nel 1923 ; fuso nel 1942, il monumento non è stato sostituito.

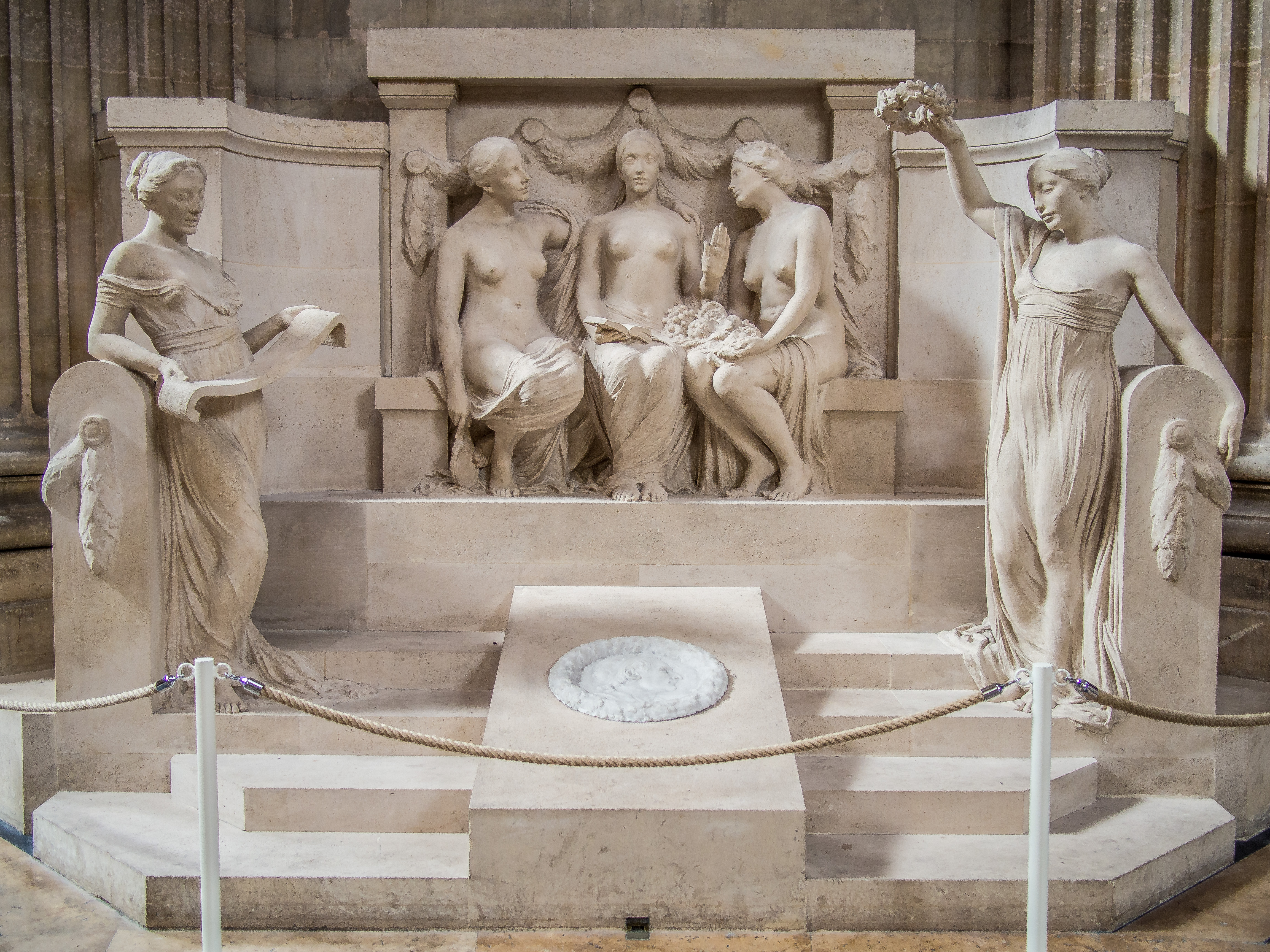
Parigi, Panthéon: Monumento a Jean-Jacques Rousseau